# 萊特日蝕
萊特日蝕 （英語：Wright Eclipse）是一種由英國萊特巴士車身廠為富豪B7系列底盤生產的一款低地台單層巴士車身。萊特日蝕車身設計取材自裝於斯堪尼亞L94底盤上的萊特日光。
萊特日蝕車身起初裝於富豪B7L巴士底盤上。後因富豪B7RLE巴士於2003年推出取代富豪B7L，日蝕型車身便分為Eclipse Metro 、Eclipse Urban及Eclipse Commuter。
萊特日蝕及其姊妹設計萊特日光的名稱是源自1999年的一次日蝕。
2008年11月，萊特日蝕二型車身於歐洲巴士展2008中亮相。